# Écriture du polonais
Le polonais s'écrit de manière très phonétique[Interprétation personnelle ?] : écriture et prononciation des mots se devinent généralement l'une de l'autre.

## Lettres

### Alphabet

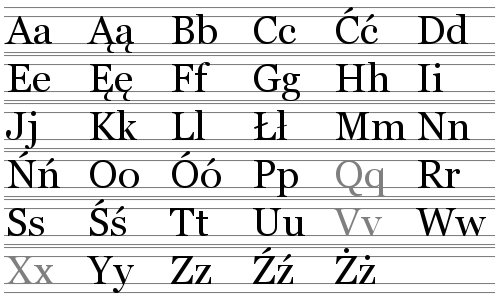
L’alphabet polonais. Les lettres q, v et x sont utilisées pour les noms étrangers.

L'alphabet polonais comporte 35 lettres :
| Majuscule | A | Ą | B | C | Ć | D | E | Ę | F | G | H | I | J | K | L | Ł | M | N | Ń | O | Ó | P | Q | R | S | Ś | T | U | V | W | X | Y | Z | Ź | Ż (Ƶ) |
| Minuscule | a | ą | b | c | ć | d | e | ę | f | g | h | i | j | k | l | ł | m | n | ń | o | ó | p | q | r | s | ś | t | u | v | w | x | y | z | ź | ż (ƶ) |

1. 1 2  le z barré se retrouve fréquemment en variante du z pointé.

### Fréquence des lettres

Fréquence des lettres en Polonais

| a     | ą     | b     | c     | ć     | d     | e     | ę     | f     | g     | h     | i     | j     | k     | l     | ł     | m     | n     |
| ----- | ----- | ----- | ----- | ----- | ----- | ----- | ----- | ----- | ----- | ----- | ----- | ----- | ----- | ----- | ----- | ----- | ----- |
| 8,91% | 0,99% | 1,47% | 3,96% | 0,40% | 3,25% | 7,66% | 1,11% | 0,30% | 1,42% | 1,08% | 8,21% | 2,28% | 3,51% | 2,10% | 1,82% | 2,80% | 5,52% |
| ń     | o     | ó     | p     | q     | r     | s     | ś     | t     | u     | v     | w     | x     | y     | z     | ź     | ż     |       |
| 0,20% | 7,75% | 0,85% | 3,13% | 0,14% | 4,69% | 4,32% | 0,66% | 3,98% | 2,50% | 0,04% | 4,65% | 0,02% | 3,76% | 5,64% | 0,06% | 0,83% |       |

### Digrammes
Le polonais possède les digrammes suivants :
| Majuscule | Ch | Cz | Dz | Dź | Dż | Rz | Sz |
| Minuscule | ch | cz | dz | dź | dż | rz | sz |

Dans quelques cas, les deux lettres se prononcent séparément. Ainsi, on prononcera odznaka [od.zna.ka] (od- est ici préfixe), ou zmierzły [zmjɛr.zwɨ].

### Prononciation
| Lettre    | Nom polonais                            | Prononciation                                 |
| --------- | --------------------------------------- | --------------------------------------------- |
| A         | a                                       | pastèque                                      |
| Ą         | ą / a z ogonkiem                        | ressemble à avançant                          |
| B         | be                                      | banane                                        |
| C         | ce                                      | tsar                                          |
| Ć         | cię / ce z kreską                       | ressemble au japonais こんにちは (konnichiwa) |
| D         | de                                      | double                                        |
| E         | e                                       | mère                                          |
| Ę         | ę / e z ogonkiem                        | ressemble à hein?                             |
| F         | ef                                      | fonction                                      |
| G         | gie                                     | gagner                                        |
| H         | ha                                      | ressemble à l'espagnol : José                 |
| I         | i                                       | cinéma                                        |
| J         | jot                                     | yéti                                          |
| K         | ka                                      | couronne                                      |
| L         | el                                      | lumière                                       |
| Ł         | eł / el z kreską                        | week-end                                      |
| M         | em                                      | homme                                         |
| N         | en                                      | non                                           |
| Ń         | eń / en z kreską                        | oignon                                        |
| O         | o                                       | pomme                                         |
| Ó         | o z kreską / o kreskowane / u zamknięte | trou                                          |
| P         | pe                                      | stop                                          |
| R         | er                                      | ressemble à l'espagnol : perro                |
| S         | es                                      | sucre                                         |
| Ś         | eś / es z kreską                        | borś ressemble au russe : борщ (borchtch)     |
| T         | te                                      | partir                                        |
| U         | u                                       | trou                                          |
| W         | wu                                      | valise                                        |
| Y         | y / igrek                               | ressemble vaguement à blé                     |
| Z         | zet                                     | zoo                                           |
| Ź         | ziet / zet z kreską                     | ressemble à l'anglais : Asia                  |
| Ż (Ƶ)     | żet / zet z kropką                      | ressemble à jamais                            |
| Digraphes | Nom polonais                            | Prononciation                                 |
| Ch        | cha / ce ha                             | ressemble à l'espagnol : José                 |
| Cz        | cze / ce zet                            | ressemble à match                             |
| Dz        | dze / de zet                            | podzol                                        |
| Dź        | dźe / de ziet / de zet z kreską         | ressemble à l'angais Jimmy                    |
| Dż        | dże / de żet / de zet z kropką          | ressemble à l'angais John                     |
| Rz        | rze / er zet                            | ressemble à jamais                            |
| Sz        | sze / es zet                            | ressemble à château                           |

## Lettres homophones

### cheth
En polonais standard, ch et h notent le même son [x] (h note [h] dans l'accent du sud).
- ch illustre l'alternance avec sz [ʃ] : duch/dusza
- ch se retrouve à la fin des mots : mech, gmach (sauf : Bah, druh)
- ch s'emploie après s : pascha, schemat
- ch est repris dans les emprunts : charakter, chemia
- h note l'alternance avec g, z, ż, dz : druh/drużyna, wataha/watadze
- h s'explique par l'emprunt au grec ou aux langues d'Europe occidentale : hipoteka, historia, alkohol.

### gieetge(obsolète)
Le g de ge peut être mouillé et se prononcer gie, dans certains mots empruntés : generał [gʲeneraw], algebra [algʲebra]. Néanmoins cette prononciation n'est pas toujours suivie.

### jeti
La semi-consonne [j] peut se noter i ou j.
On écrira j :
- en début de mot : jutro (demain), język (langue)
- après une voyelle : moja (ma), nadzieja (espoir)
- après c, z, s, où i mouillerait la consonne : Rosja, poezja
- après les préfixes nad-, ob-, od-, pod-, przed-, w-, zd- : wjazd (entrée), objętość (volume).

On trouvera i dans les autres cas.

### łyetli
Le ł est toujours dur en polonais. On aura donc toujours ły, jamais *łi. De même, on verra li et non *ly.

### uetó
Les lettres u et ó notent le même son [u]. Néanmoins, généralement :
- ó s'écrit dans les cas d'alternance [o]/[u] : noga/nóg (jambe/de jambe), zawód/zawody (métier/métiers).
- ó note un ancien o prononcé [u] : chór (russe хор, français chœur, chorale).
- ó s'utilise dans les terminaisons -ów, -ówna, ówka

L'étymologie et la comparaison avec d'autres langues slaves (russe, biélorusse, ukrainien) suffit généralement, les exceptions étant peu nombreuses. Notons néanmoins ogórek (russe огурец), długi (russe долгий), rum (russe ром), sum (russe сом),…

### żetrz
Le son [ʐ] se note en polonais par ż et rz.
- ż s'écrit dans les cas d'alternance avec g, dz, z, s, ź, h. Par exemple : grożę/groza, drużyna/druh, mrożenie/ mróz.
- ż s'emploie dans les finales en -aż, -eż : bandaż, odzież.
- ż et że sont deux particules fréquentes, utilisées en suffixes : czyż (czy-ż), stańże (stań-że).
- ż s'emploie dans les mots étrangers, après n : rewanż, oranżada
- rz peut provenir d'un ancien r : morze (mer), Rzym (Rome)
- rz s'utilise dans les suffixes -mierz, -mistrz : Kazimierz, zegarmistrz.

### Mots étrangers
Les mots d'origine étrangère peuvent être orthographiés selon les règles polonaises. On trouvera par exemple requiem et rekwiem, vademecum et wademecum, etc.
Parfois l'adaptation est complète, parfois l'orthographe initiale est conservée : à côté de démarche et jazz (parfois même écrit dżez), on trouvera makijaż (maquillage) et lider (leader). On verra même quelques cas déroutants, comme Jan Jakub Rousseau.

## Alternance et mouillure
Le polonais a hérité du vieux slave des règles d'alternance très complètes. À l'inverse des autres langues slaves, il n'a pas deux mais trois niveaux de mouillure.

### Trois niveaux de mouillure
Le polonais possède trois niveaux de mouillure.
De manière extrêmement schématique, ces niveaux peuvent se résumer dans le tableau.
| consonnes dures   | b  | p  | w  | f  | m  | n | ł | s  | t |    | d  |    | z | r  |
| consonnes interm. |    |    |    |    |    |   |   | sz | c | cz | dz | dż | ż | rz |
| consonnes molles  | b´ | p´ | w´ | f´ | m´ | ń | l | ś  | ć | ć  | dź | dź | ź | ź  |

Ce tableau est néanmoins à valider.
Dans le tableau, l'accent aigu (´) indique qu'un i s'intercale entre la consonne et une voyelle (mais la mouillure ne se note pas si la consonne n'est pas suivie d'une voyelle) : ziemia / ziem (terre / des terres).
Rappelons que l'accent aigu sur une consonne se change également en i intercalaire quand suivi d'une voyelle, et disparaît devant un i : dzień / dnia / dni (jour / du jour / les jours).
Un i ne peut suivre une consonne dure, et un y ne peut suivre une consonne molle.
Enfin, g et k ne peuvent être suivis d'un y.

### Mouillure des consonnes
Devant une mouillure, les consonnes s, z, d, t, r, alternent avec ś, ź, dź, ć, rz (devant une voyelle, l'accent aigu est remplacé par un -i). Par exemple, le locatif exigeant la mouillure, on aura : teatr/ w teatrze (théâtre/ au théâtre), kino/w kinie (cinéma/ au cinéma). L'alternance peut même toucher les groupes de lettres sł/śl (masło/maśle), sm/śm (pismo/piśmie), voire les voyelles a/e (las/ w lesie, ciało/ na ciele).